# مصارعة الثيران

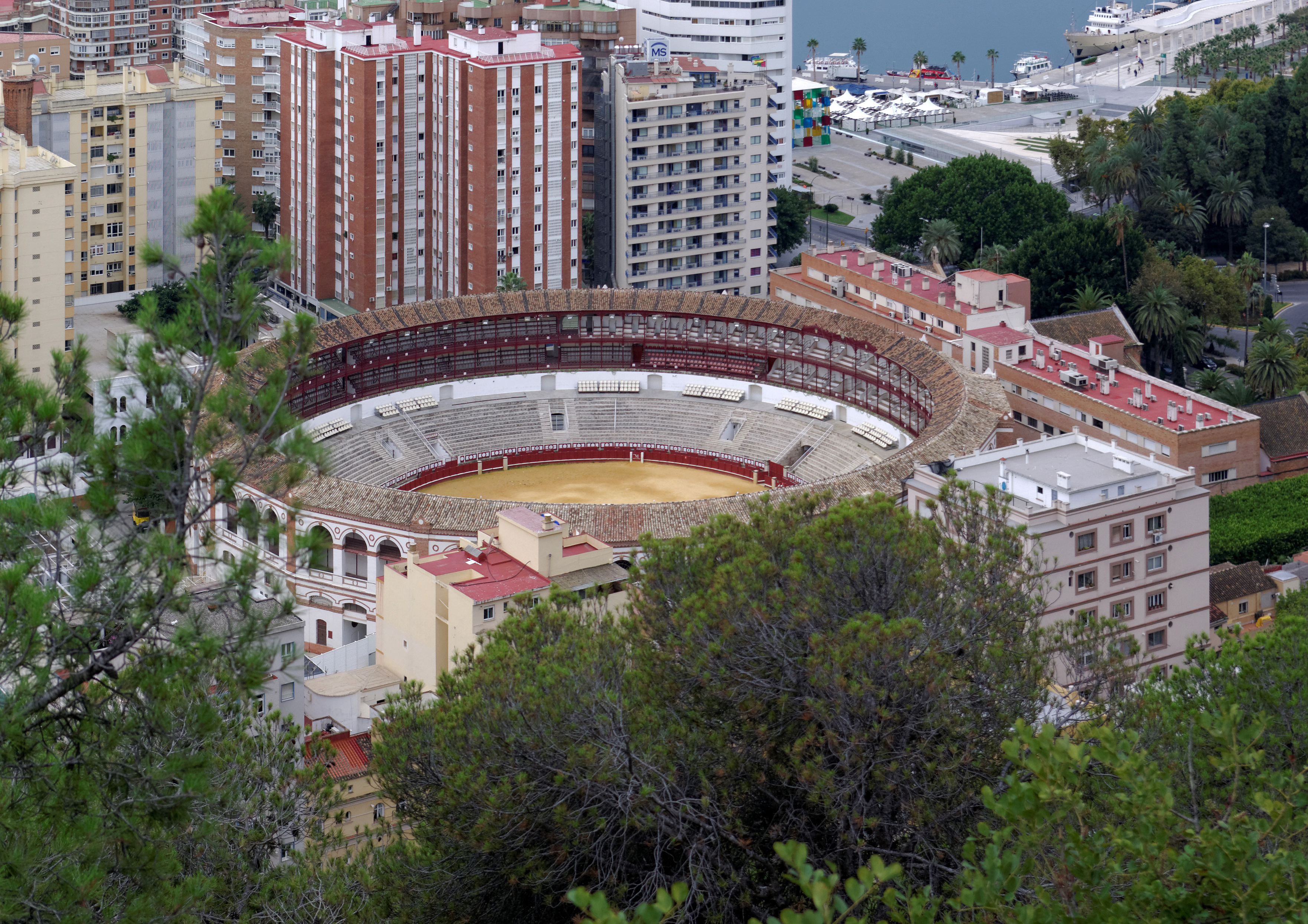
حلبة مصارعة الثيران في مالقة - إسبانيا

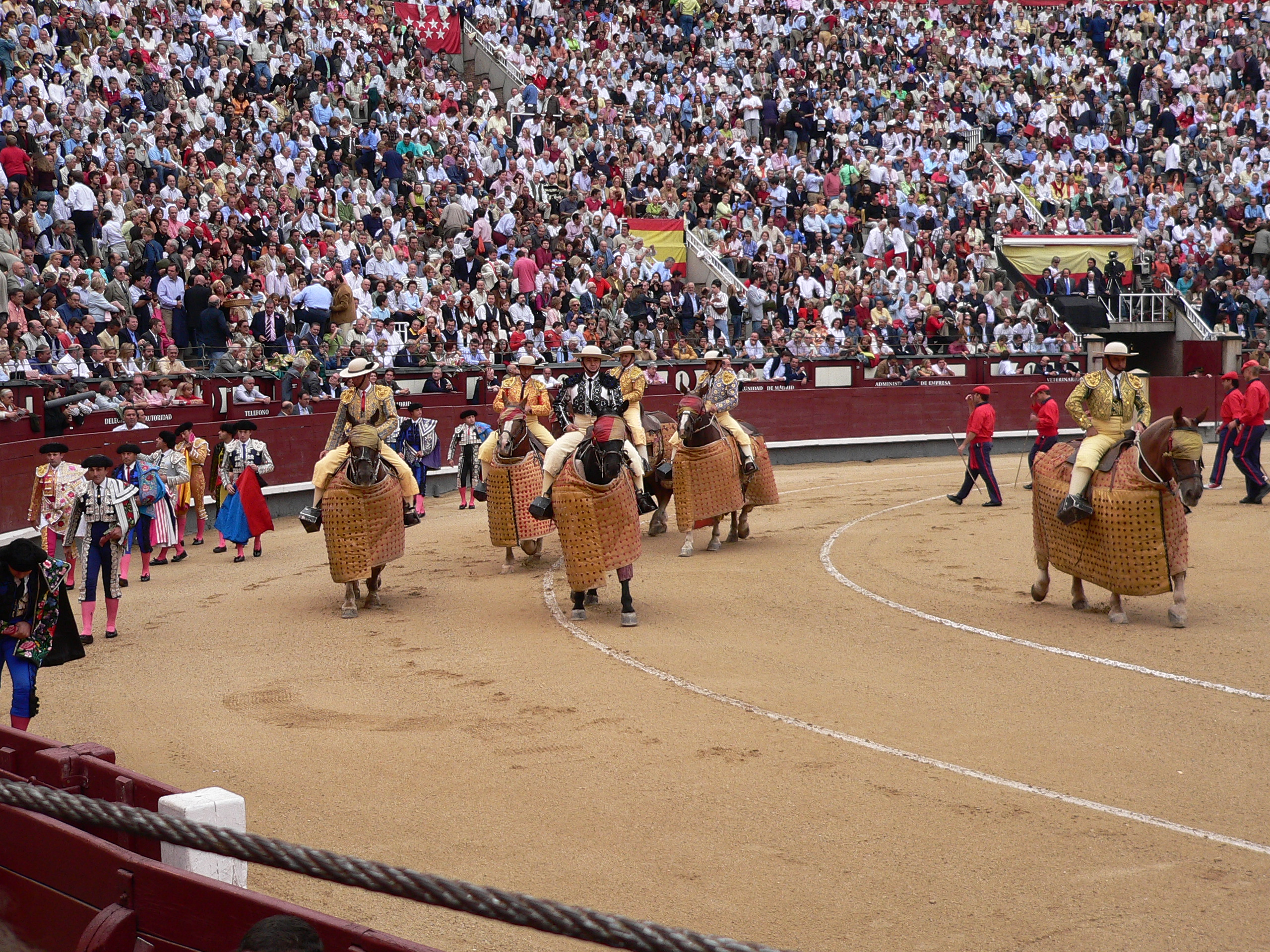
العرض قبل بداية المصارعات

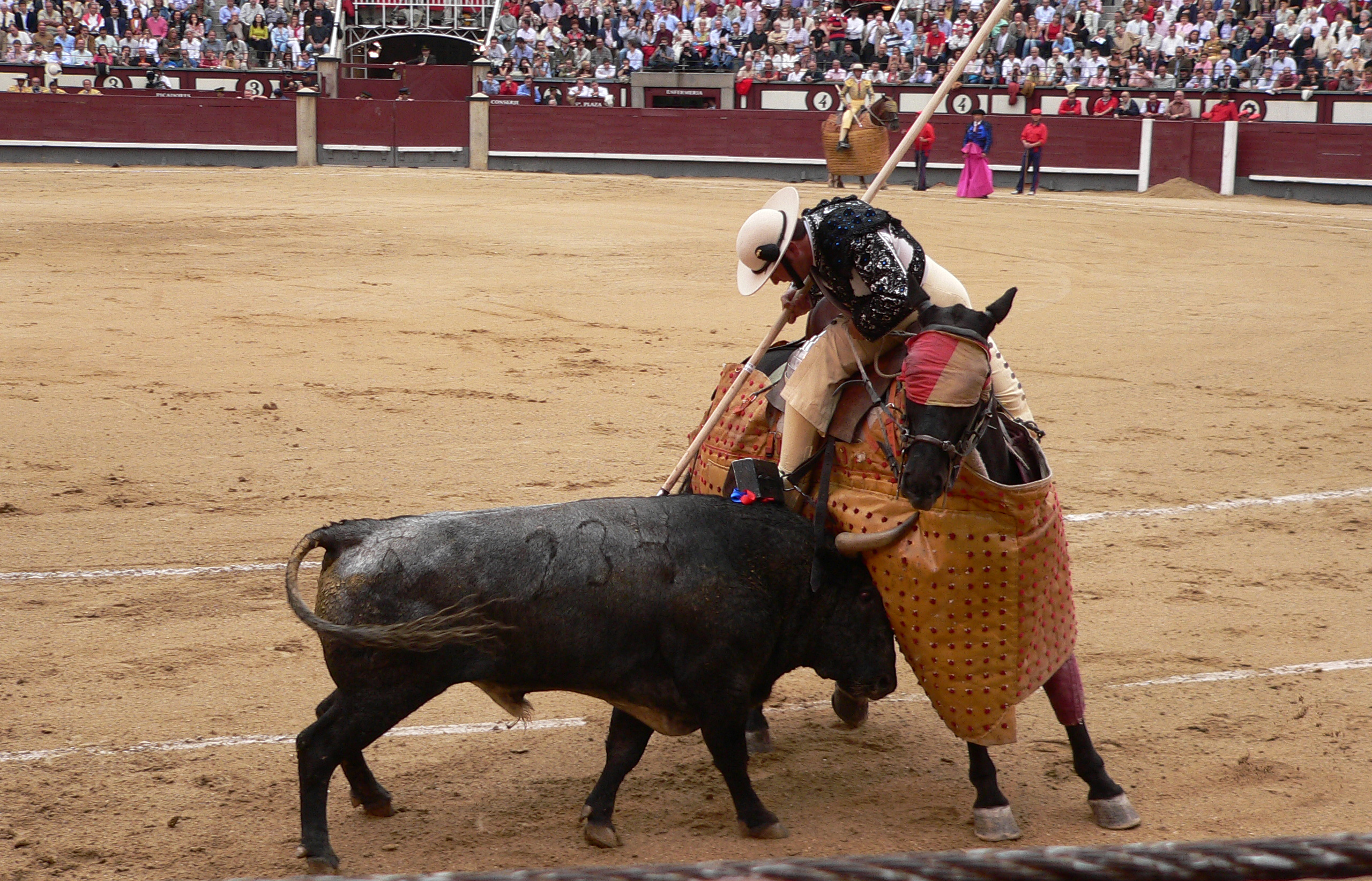
البيكادور

مصارعة الثيران (بالإسبانية: Corrida de toros)، رياضة إسبانية قديمة تتم فيها المواجهة بين المصارع والثور في حلبة على مرأى ومسمع من الناس الذين يحضرون لمشاهدة تغلب الإنسان على الحيوان.
تعتبر هذه الرياضة من أخطر الرياضات على من يمارسونها، إذ أن المصارع لا تتوفر لجسده الحماية الكافية من قرون الثور التي ولا بد أن تكون حادة وأن يكون الثور قوياً ضخماً صحيح البنية.
تسبق مباريات مصارعة الثيران عادة قديمة وهي إطلاق الثيران من حظائرها لتصل إلى حلبة المصارعة ويجري الناس أمامهم وهم يرتدون محارم حمراء اللون للاعتقاد بأن اللون الأحمر يثير الثور، ويتسابق الناس في الجري أمام الثيران حتى تصل إلى الحلبة، الجدير بالذكر أن هناك إصابات تحدث بين الناس من جراء ذلك، إلا أنهم يحبون المشاركة في ذلك باعتبار ذلك دليل على الشجاعة ودرب من دروب الإثارة والمغامرة.
تبدأ المصارعات باستعراض المصارعين الراكبين والراجلين وكذلك المساعدين المترجلين الذين يساعدون المصارع في حال ظهرت الحاجة لتشتيت انتباه الثور عن المصارع.
ما أن تنتهي المصارعة بمصرع الثور، تدخل البغال ويكون عددها حوالي 4 لجر الثور للخارج، ويكون الجزارون بانتظاره، ليتم تقطيع لحمه ثم يباع.
تمارس مصارعة الثيران في العديد من دول العالم على رأسها إسبانيا (التي يوجد بها أكثر من 400 حلبة لمصارعة الثيران) والبرتغال ودول أمريكا اللاتينية منها المكسيك وبيرو وكولومبيا وفنزويلا والإكوادور وكاليفورنيا (بدون إراقة دماء) وجنوب فرنسا (بدون إراقة دماء).
الجدير بالذكر أن أكبر حلبة لمصارعة الثيران في العالم توجد في المكسيك في مكسيكو سيتي (لا مونيومنتال) التي تستوعب 55 ألف شخص. وفي أسبانيا يُقتل 300 ألف ثور سنوياً. أما في البرتغال فيشارك حوالي 2500 ثوراً في 300 نزال في العام.

## الآثار الاجتماعية
أثارت مصارعة الثيران الكثير من ردود الأفعال المضادة الرافضة لها، وخصوصاً من جانب جماعات الرفق بالحيوان التي تنظر لهذه الرياضة الشعبية بوصفها تعذيب للثيران وقتل لها بطريقة وحشية.
وكان التعبير عن ذلك على شكل مظاهرات لوقف ممارسة تلك الرياضة الشعبية. فقد كانت مصارعة الثيران تُمارس في العديد من دول العالم ومنها الأرجنتين والبرازيل وموزمبيق وكولومبيا إلا أنه تم حظرها من أجل حقوق الحيوان.

## المصارع
يتم تدريب المصارع منذ الصغر على تلك الرياضة التي تتطلب شجاعة في مواجهة الثيران وكذلك المهارة. ويرتدي المصارع حلة مطرزة غالية الثمن تصل في بعض الأحيان إلى 20 ألف دولار. ويتعرض المصارعون لخطر الإصابة والوفاة أحياناً.

## أنواع مصارعة الثيران
هناك اختلافات بين مصارعة الثيران في دول العالم، فتنقسم إلى ثلاثة أنواع:

### الأسبانية
يكون موسم مصارعة الثيران في أسبانيا من شهر مارس وحتى شهر أكتوبر، ويكون للماتادور أو المصارع 6 مساعدين.

### البرتغالية
في النوع البرتغالي من مصارعة الثيران لا يتم قتل الثور على مرأى من المشاهدين وإنما يتم ذلك على يد جزار محترف، وفي حالات أخرى قد ينجو الثور ويعالج ويطلق في المزارع حتى نهاية أيامه، ليتم استخدامه في استيلاد الثيران.

### الفرنسية
تمارس هذه الرياضة في جنوب فرنسا فقط، حيث تنظم في مواسم محددة، تتم بنفس الطريقة في إسبانيا، وسبب سماح السلطات الفرنسية لهذا النوع من الفلكلور هو القرب الثقافي والجغرافي لسكان هذه المناطق لحدود إسبانيا.

## مصارعة الثيران في العالم العربي

ساحة مصارعة الثيران في مدينة طنجة المغربية

- يوجد نوع من مصارعة الثيران في الوطن والعربي وتحديداً في سلطنة عمان، بولايتي صحار وبركاء، حيث يتم تربية الثيران للمصارعة في حلبات خاصة، ويكون هذا النوع من النزال بين ثور وآخر، حيث يُترك الثوران إلى أن يجبر أحدهما الآخر على الفرار أو التوقف عن النزال، وعندئذ يكون الثور الفائز. يتم إعداد الثيران لذلك إعداداً خاصاً ويتم العناية بها وإطعامها طعاماً خاصاً. ويولي العمانيون أهمية كبيرة لمصارعة الثيران في ولاية صحار حيث تجرى المنافسات بشكل اسبوعي تقريباً من مساء كل جمعة ويحتشد محبو هذه الرياضة بشكل كبير. وكذلك توجد هذه الرياضة في الفجيرة بالإمارات العربية المتحدة.
- وتوجد بمدينة وهران بالجزائر حلبة لمصارعة الثيران، وهي الوحيدة المتواجدة في الجزائر مما يؤكد بامتياز التواجد الإسباني القوي في وهران، اشتُهرت خلال الاحتلال الفرنسي بسمعتها الأوروربية القوية.
- توجد أيضاً في مدينة طنجة المغربية حلبة مصارعة الثيران، والتي تم إيقافها مند 43 سنة، من طرف الملك الحسن الثاني. بعد جلاء الحماية الدولية للمدينة، ويتابع الرأي العام المحلي عن كثب أخبار عن إعادة تشغيلها مجدداً.

## الانعكاسات الفنية
يُنظر لمصارعة الثيران على أنها رمزٌ للشخصية الأسبانية، وألهمت مصارعة الثيران الكثير من الرسامين الذين اقتبسوا من مشاهدها الكثير من اللوحات التي تُعبر عن دقائق هذه الرياضة. منهم سلفادور دالي وبابلو بيكاسو وغيرهم من الرسامين العالميين.